# Sasakia charonda
Sasakia charonda, llamada coloquialmente «emperador japonés», es una especie lepidóptera del género Sasakia, de la familia de las Nymphalidae. Procede de la zona este de Asia.

## Tamaño
Tiene una envergadura media de 50 milímetros en los machos y 65 milímetros en las hembras.

## Distribución
Se localiza en Japón, la península de Corea, China y la zona norte de Taiwán y de Vietnam.

## Hábitat
Suelen habitar en bosques. Los adultos se alimentan de rocío de miel. Las larvas se alimentan de plantas como Celtis jessoensis, o Celtis japonica.

## Hábitos
Normalmente sobrevuelan las zonas elevadas de los bosques, y solo descienden para alimentarse y obtener sal.